# Smicromyrme lewisi
Smicromyrme lewisi (лат.) — вид ос-немок рода Smicromyrme из подсемейства Mutillinae.

## Распространение
Россия (Восточная Сибирь, Забайкалье, Амурская область, Дальний Восток, Приморский край, Кунашир), Китай, Корея, Монголия, Япония.

## Описание
Мелкие пушистые осы (около 1 см: самки от 3,5 до 8 мм, самцы от 6 до 12 мм). От близких видов отличается 2-зубыми жвалами и плоским клипеусом самцов, ржаво-красной заднеспинкой самок.  Бока среднегруди вогнутые. Глаза неопушенные, у самцов почковидные (с вырезом у внутреннего края). Клипеус с двумя предвершинными зубцами. Щитик самок с коротким бугорком. У самок развито пигидиальное поле. Паразитоиды жалящих перепончатокрылых.